# Liste der Wappen in Tabuaço
Die Liste der Wappen in Tabuaço zeigt die Wappen der Freguesias des portugiesischen Kreises Tabuaço.

## Município de Tabuaço

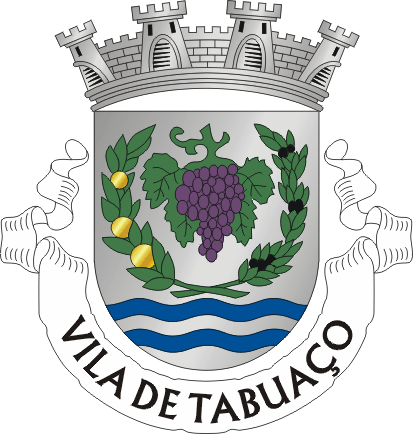
Tabuaço
Lage von Tabuaço in Portugal

## Wappen der Freguesias

Freguesia Adorigo
Freguesia Arcos
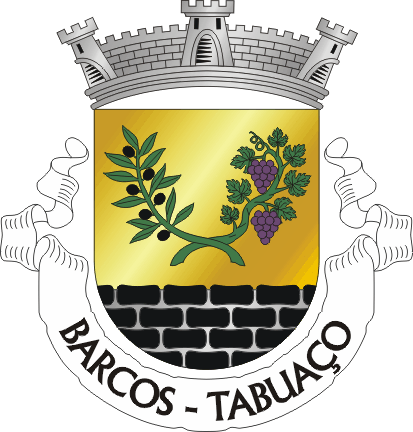
Freguesia Barcos
Freguesia Chavães
Freguesia Desejosa
Freguesia Granja do Tedo
Freguesia Granjinha
Freguesia Longa
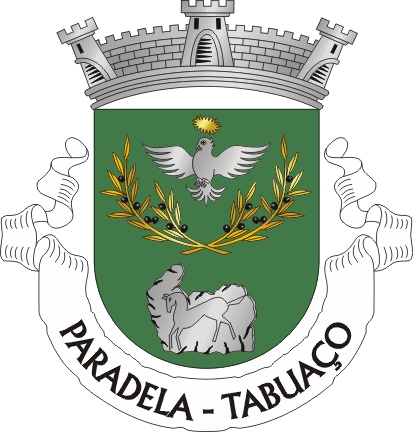
Freguesia Paradela
Freguesia Pereiro
Freguesia Pinheiros
Freguesia Santa Leocádia
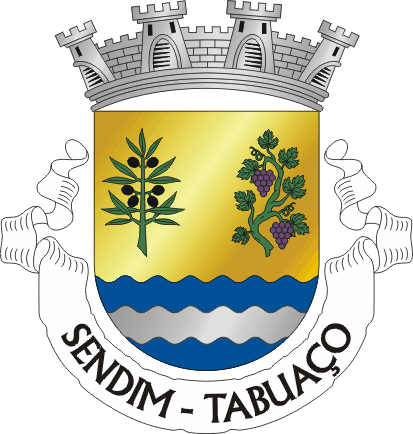
Freguesia Sendim
Freguesia Tabuaço
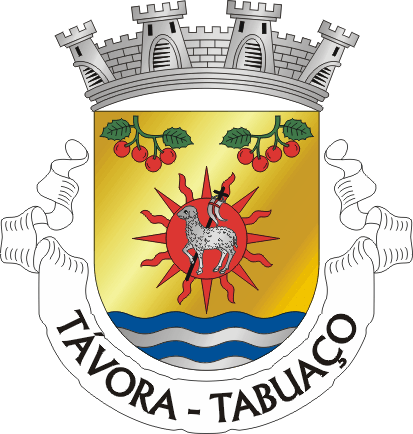
Freguesia Távora
Freguesia Vale de Figueira
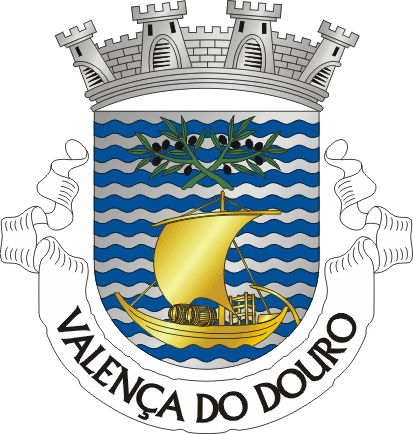
Freguesia Valença do Douro